# Gilberto Rodríguez (futbolista)
Gilberto Rodríguez Rivera, más conocido como El Coco Rodríguez (Guadalajara, Jalisco, 6 de mayo de 1943), es un exfutbolista mexicano que jugaba en la posición de portero. Jugó para el Club Deportivo Guadalajara y fue parte del Campeonísimo. José de Jesús Corona, el actual portero de Cruz Azul y que ha sido parte de la selección de fútbol de México, es su sobrino.

## Juvenil
Siempre como portero jugó en el GAF desde infantil hasta juvenil intermedia. Mario Arrona, presidente de dicho club, lo llevó al Guadalajara donde quedó enrolado cuando tenía 18 años de edad, permaneció un torneo sin jugar, pero al siguiente contribuyó para que el equipo quedara campeón de juvenil intermedia. Pasó a Reservas "B", y en 1962 pasa a Reservas "A", formando también parte de la Selección Jalisco Juvenil en varias ocasiones.

## Jugador
El Ing. Javier de la Torre lo debuta en la temporada 1964-65, cuando decide darle confianza a la nueva camada de jóvenes que venían desde las fuerzas básicas del club. En este entonces El Coco contaba con 21 años y estuvo en constante pelea con Ignacio Calderón por la titularidad en la portería.
"Mi papa era muy pobre y yo tuve que trabajar desde pequeño. Una tarde, mi jefe, aguardaba en la puerta de la casa, junto con mama. Tenía en sus manos un par de zapatos de fútbol y un nudo se me hizo en la garganta. Que emoción aquella!! Me hice entonces una promesa: ser del Guadalajara, de los grandes Campeones del Guadalajara."
Gilberto estuvo hasta los años 1970 con el Rebaño, pero nunca pudo consolidarse como portero titular, siempre siguió compartiéndola con Calderón, ya que el talento era evidente en los dos, mientras que El Coco se caracterizaba por ser bravo y peleador, El Cuate Nacho Calderon era un jugador de más clase, así fue que ambos defendieron el arco del Guadalajara en el ocaso del Campeonísimo y en la década de 1970.

## Palmarés

### Títulos nacionales
| Título               | Equipo      | País   | Año     |
| -------------------- | ----------- | ------ | ------- |
| Primera División     | Guadalajara | México | 1964-65 |
| Campeón de Campeones | Guadalajara | México | 1964-65 |
| Primera División     | Guadalajara | México | 1969-70 |
| Copa México          | Guadalajara | México | 1969-70 |
| Campeón de Campeones | Guadalajara | México | 1969-70 |